# Teenage Mutant Ninja Turtles: Tournament Fighters
Teenage Mutant Ninja Turtles: Tournament Fighters är ett man mot man-fightingspel utvecklat producerat av det japanska företaget Konami. Spelet lanserades i december 1993 till SNES och Sega Mega Drive, och i februari 1994 även till NES. Fastän de delar namn innehåller alla dessa tre versioner flera olikheter. Spelet är inspirerat av dåtidens framgångsrika man mot man-fightingspel som Mortal Kombat och Street Fighter II. Spelet var det sista baserat på berättelserna om de fiktiva mutantsköldpaddorna Teenage Mutant Ninja Turtles (TMNT) tills spelet Teenage Mutant Ninja Turtles släpptes den 21 oktober 2003. En sköldpadda valdes ut för omslaget för varje version i Nordamerika och PAL-regionen, den som inte fick vara med på detta var Michelangelo.
I Japan gick versionen till Sega Mega Drive under samma titel som i Nordamerika, medan den till Super Famicom kallades Teenage Mutant Ninja Turtles: Mutant Warriors. NES-versionen släpptes inte i Japan.

## Versioner

### NES
Sköldpaddorna (Leonardo, Donatello, Raphael och Michelangelo) utmanas av Shredder, men innan de konfronteras med honom, beslutar de att anordna en turnering mellan varandra för att se vem som är starkast att möta honom. Det finns sju spelfigurer, de fyra sköldpaddorna, Casey Jones, Krigardraken (Warrior Dragon/Hothead) och Shredder. Det är det enda spelet i serien där sköldpaddorna inte använder sina karaktäristiska vapen i strid.
Spelet var det sista NES-spelet släppt av Konami i Nordamerika och PAL-regionen. Det är också ett av få så kallade versus fighting-spel gjorda för NES. På förpackningen till NES-versionen sågs Leonardo slåss mot Krigardraken.
I NES-versionen kunde alla slåss mot sin egen "klon", utom just Krigardraken. Förklaringen var att "drakens ande aldrig skulle tillåta ett sådant slagsmål att inträffa". Dock finns ett fusk så man kan välja Krigardraken och slåss mot hans CPU-kontrollerade "klon" i "1-Player Exhibition mode". Krigardrakens "klon" hade en annan färg, vilket visade att programmerarna först inte ville har matcher mellan Krigardraken och hans "klon", och spelet "flippar" då Krigardraken slåss mot sin "klon".

## Super NES
En turnering har organiserats och många deltagare har gått med, en av dem är Shredder. Sköldpaddorna beslutar sig för att delta för att stoppa honom, och testa sin styrka i turneringen.
Detta spel följer, istället för 6-knapparsattackkontroll som de flesta av Capcoms fightingspel, en 4-knapparsattackkontroll (svaga och starka attacker) som flera fightingspel av SNK. En annan möjlighet som finns i spelet är att använda en superspecialattack. För att utföra detta måste man fylla den gröna mätaren under energimätaren, genom att träffa sin motståndare. Då den är full måste spelaren trycka på två starka attackknappar samtidigt.
Det finns också ett tillval att göra spelet snabbare, men svårare.
Förutom huvud- och versus-läge, finns också ett berättelseläge där sköldpaddorna skall rädda April O'Neil och Splinter. Bara de fyra sköldpaddorna är här spelbara medan övriga figurer (liksom sköldpaddornas kloner) är bossar. Det finns också ett "titta-läge", där datorn kontrollerar båda figurerna på skärmen.
Det finns tio spelbara karaktärer, och två bossar. Förutom sköldpaddorna och Shredder (som i detta spel kallar sig Cyber Shredder), finns dessa karaktärer:
- Kriget (War) - Ett monster som är en av Apokalypsens fyra ryttare, och medverkar i Teenage Mutant Ninja Turtles Adventures. Dock sägs han i spelet vara utomjordisk.
- Aska, en kvinnlig ninja som deltar för att vinna pengar för att öppna sin egen dojo, förutom detta spel har hon inte medverkat i något annat TMNT-relaterat.
- Wingnut - En utomjordisk humanoidfladdermus som medverkade i Teenage Mutant Ninja Turtles Adventures och ett avsnitt av 1987 års tecknade TV-serie. Frånvarande i spelet är dock hans kompanjon Screwloose.
- Chrome Dome - En android från 1987 års tecknade TV-serie, skapad av Shredder för att förinta sköldpaddorna.
- Armaggon - En mutanthaj från framtiden. Medverkade precis som Kriget i Teenage Mutant Ninja Turtles Adventures.

Bossar:
- Råttkungen - En man. I de ursprungliga Mirage-serierna var det oklart vem han var, men han ansågs vara en ande som döden. I 1987 års tecknade TV-serie och Teenage Mutant Ninja Turtles Adventures är han en vanlig människa, och i 2003 års TV-serie en robotkopia ursprungligen skapad av Agent Bishop.
- Karai - Tidigare ledare för Fotklanens elit som vid den tiden enbart medverkade i Mirageserien. Då hon var okänd för de flesta, som bara tittade på 1987 års tecknade TV-serie och på något annorlunda ansikte i spelet, trodde många att det var en manlig karaktär, vilket även stöddes av hennes unisexklädstil. Då spelet marknadsfördes presenterades hon dock som kvinnlig.

På förpackningsomslaget syns Donatello slåss mot Armaggon.

## Sega Mega Drive/Sega Genesis
Splinter kidnappas av fyra sköldpaddsfigurer. Då de riktiga sköldpaddorna får reda på detta dyker Krang upp och säger att han har tagit Splinter tillfånga och för att få tillbaka honom måste sköldpaddornas ta sig till Dimension X och möta Krang. Spelaren måste slåss mot alla spelbara figurer och bossarna: Triceraton, Krang och Karai. Förutom sköldpaddorna kan man även spela som April O'Neil, Casey Jones, Ray Fillet (Rockan), och Sisyphus. Detta är det enda spelet där April är spelbar, även om hennes design påminner något mer om Aska från SNES-versionen än April O'Neil från 1987 års tecknade TV-serie eller Teenage Mutant Ninja Turtles Adventures.
Denna version använder ett 3-knapparskontrollsystem. Två av dessa knappar finns för standardattacker (för att utföra starkare attacker skall de tryckas in samtidigt som pilarna). Spelet innehåller även miljöer på vissa banor där man kan falla ner genom marken.
På förpackningsomslaget ses Raphael slåss mot en triceration.

### Fotnoter
1. ↑  ”Teenage Mutant Ninja Turtles: Tournament Fighters (SNES)” (på engelska). Mobygames. 6 april 1993. http://www.mobygames.com/game/snes/teenage-mutant-ninja-turtles-tournament-fighters__. Läst 1 december 2015.